# Expérience aléatoire

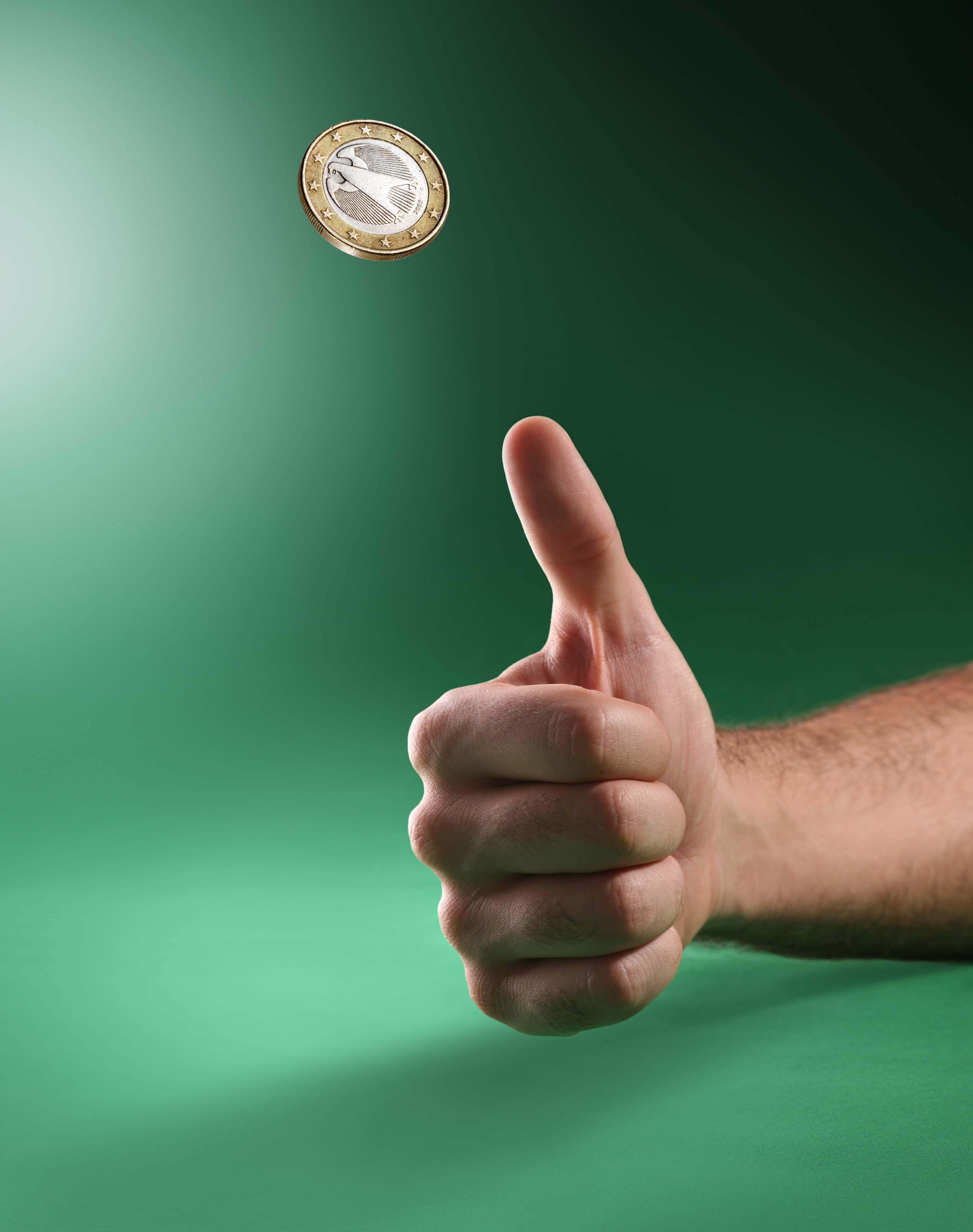
Exemple d'expérience aléatoire: pile ou face

En théorie des probabilités, une expérience aléatoire est une expérience renouvelable (en théorie si ce n'est en pratique), dont le résultat ne peut être prévu, et qui, renouvelée dans des conditions identiques –pour autant que l'observateur puisse s'en assurer– ne donne pas forcément le même résultat à chaque renouvellement.
Une succession de lancers d'une même pièce en est un exemple classique. Le tirage au hasard d'un élément dans un ensemble en est un autre exemple.
Chaque renouvellement de l'expérience est appelé une épreuve. Une épreuve peut combiner plusieurs épreuves élémentaires, consécutives ou simultanées. Par exemple, le jet de deux dés peut être considéré comme la combinaisons de deux épreuves élémentaires.
D'autre part, les épreuves peuvent être plus ou moins indépendantes.
Le tirage des épreuves est fait dans un ensemble soit global soit dans un échantillon.
Il convient de rechercher l'homogénéité de l'échantillon afin d'y appliquer les règles statistiques de base.
L'ensemble des résultats possibles, ou issues, d'une expérience aléatoire constitue l'univers de cette expérience. La notion d'issue débouche sur celle d'évènement, plus large.